# Onthophagus quadripustulatus
Onthophagus quadripustulatus es una especie de insecto del género Onthophagus, familia Scarabaeidae, orden Coleoptera.

Fue descrita científicamente por Fabricius en 1775.